# Loma de Abejón
Loma de Abejón är en ort i Mexiko.   Den ligger i kommunen Huautepec och delstaten Oaxaca, i den sydöstra delen av landet, 290 km sydost om huvudstaden Mexico City. Loma de Abejón ligger 1 528 meter över havet och antalet invånare är 195.
Terrängen runt Loma de Abejón är bergig söderut, men norrut är den kuperad. Runt Loma de Abejón är det ganska glesbefolkat, med 36 invånare per kvadratkilometer. Närmaste större samhälle är Huautla de Jiménez, 7,8 km nordväst om Loma de Abejón. I omgivningarna runt Loma de Abejón växer i huvudsak städsegrön lövskog.